# Pond
Pond es una banda de rock originaria de Perth, Australia, formada en 2008. La banda tuvo una formación cambiante, siendo sus miembros actuales Nick Allbrook, Jay Watson, Joe Ryan y Jamie Terry.
Pond frecuentemente comparte sus miembros con otro grupo musical también proveniente de Australia, la banda de Rock psicodélico Tame Impala. Jay Watson es miembro de ambas bandas, mientras que el líder de la banda, Nick Allbrook, contribuyó en ambas desde 2009 a 2013. Los actuales miembros de Tame Impala, Kevin Parker, Cam Avery y Julien Barbagallo son todos antiguos miembros de Pond, siendo todavía Parker el productor de sus discos.

## Historia

### Psychedelic Mango, Corridors of Blissterday y Frond (2008-2010)
Pond se formó en Perth, Australia, en que 2008 con los miembros Nick Allbrook, Jay Watson y Joe Ryan. La idea original de Pond era poder hacer que cualquiera que ellos quisieran toque lo que ellos quieran en un proyecto musical colaborativo.
Su primer álbum fue lanzado en enero de 2009, titulado Psychedelic Mango, el cual contenía muchos elementos del rock psicodélico y el pop. Su segundo álbum, Corridors of Blissterday, fue completado en vivo en cinco días, y lanzado al mercado en junio de 2009. Esto llevó a la creación de su álbum de 2010, Frond, lanzado en mayo de 2010, conteniendo muchas más influencias de pop que álbumes anteriores.

### Beard, Wives, Denim y Hobo Rocket (2011-2014)
Luego del gran logro de Innerspeaker, álbum debut de Tame Impala, banda la cual comparte tres miembros con Pond, el álbum Beard, Wives, Denim fue grabado en 2010 y luego publicado al mercado en marzo de 2012.
Pond estuvo de gira en Estados Unidos en 2012, apareciendo en festivales como South by Southwest, con otro álbum titulado Hobo Rocket, planeado para ser publicado en el futuro. El 26 de mayo de 2012, la revista NME nombró a Pond como "La Nueva Banda Más Grande del Mundo" en su lista de mejores bandas.
El 28 de junio de 2012, Pond tuvo una única presentación en vivo con Damo Suzuki, líder de CAN, una de las influencias e ídolos más grandes de Pond. Originalmente, Man, It Feels Like Space Again fue planeado para ser el próximo álbum de Pond, pero en su lugar Hobo Rocket fue elegido para ser grabado y lanzado de ante mano. Pond describió a Hobo Rocket como un "mucho mejor álbum" que lo que fue Beard, Wives, Denim.

### Man, It Feels Like Space Again (2015-actualidad)
El 23 de enero de 2015, se lanzó a la venta "Man, It Feels Like Space Again".

## Integrantes

### Formación actual
- Nick Allbrook - vocalista, flauta, llaves, guitarra
- Jay Watson - bajo teclado y vocal de apoyo
- Shiny Joe Ryan - guitarra,  bajo y vocal de apoyo
- Jamie Terry - teclado
- Ginolé - batería

### Exintegrantes
- Nick Odell - percusión
- Jeremy Cope - llaves y percusión
- Richard Ingham - guitarra y percusión
- Matthew Saville - batería
- Kevin Parker - batería
- Cam Avery - batería
- Julien Barbagallo - bajo

### Integrantes en vivo parciales
- Matt Handley - batería

## Discografía

### Álbumes de estudio
- 2009: "Psychedelic Mango" - Badminton Bandit
- 2009: "Corridors of Blissterday" - Badminton Bandit
- 2010: "Frond" - Hole in the Sky
- 2012: "Beard, Wives, Denim" - Modular Recordings
- 2013: "Hobo Rocket" - Modular Recordings
- 2015: "Man, It Feels Like Space Again" - Modular Recordings, Caroline Records
- 2017: "The Weather" - Modular Recordings, Caroline Records
- 2019: "Tasmania"
- 2021: "9"
- 2024: "Stung!" - Spinning Top Records

### EP
- 2012: "Daytrotter Session"

### Sencillos
- "Cloud City"
- "Annie Orangetree"
- "Greens Pool"
- "Fantastic Explosion of Time"
- "Moth Wings"
- "You Broke My Cool"
- "Giant Tortoise"
- "Xanman"
- "Elivs' Flaming Star"
- "Sitting Up On Our Crane"
- "Zond"
- "Man It Feels Like Space Again"